# جبل هوغسايتيت
جبل هوغسيتيت هو جبل يبلغ ارتفاعه 2717 مترًا (8914 قدمًا)، ويقع شمال شرق راودبيرغيت مباشرةً ضمن سلسلة جبال بورغ في أرض الملكة مود، أنتاركتيكا. رُسمت خرائطه من قِبل رسامي خرائط نرويجيين من خلال مسوحات وصور جوية أجرتها البعثة النرويجية البريطانية السويدية إلى أنتاركتيكا (1949-1952)، وأُطلق عليه اسم هوغسيتيت (المقعد المرتفع).